# Chalcoméduse
Dans la mythologie grecque, Chalcoméduse (en grec ancien Χαλκομέδουσα / Khalkomédousa) est l'épouse d'Arcésios, la mère de Laërte et la grand-mère d'Ulysse.

## Étymologie
En grec ancien, le nom de Chalcoméduse est Χαλκομέδουσα / Khalkomédousa. Il est construit à partir de χαλκός / khalkós et de μέδουσα / médousa (du verbe μέδομαι / médomai) : il signifie « qui gouverne avec le cuivre » ou « la fille de celui qui gouverne avec le cuivre ».

## Généalogie
Chalcoméduse est l'épouse d'Arcésios. Ils sont les parents de Laërte, le père d'Ulysse,.

## Sources anciennes
Le nom de l'épouse d'Arcésios n'est pas connu dans l'Odyssée[réf. souhaitée], mais seulement par une scholie sur le chant XVI de ce texte d'Eustathe de Thessalonique au XIIe siècle.